# Francis Johnston
Pour les articles homonymes, voir Johnston.
Francis Johnston, né en 1760 à Armagh et mort le 14 mars 1829 à Dublin, est un architecte irlandais.
Il a notamment conçu la Poste centrale de Dublin sur O'Connell Street.